# Can Vivó
|  | Per a altres significats, vegeu «Can Vivó (Blanes)». |

Can Vivó és un edifici del municipi de Vilassar de Mar (Maresme) inclòs a l'Inventari del Patrimoni Arquitectònic de Catalunya.
És una casa formada per una sola planta, un soterrani i un terrat. En el conjunt destaca l'esgrafiat dels murs, en forma de carreus, i molt especialment el coronament de l'edifici que tanca la part davantera del terrat: un frontó que combina les línies concavoconvexes al centre del qual s'obre un ull de bou. El frontó està decorat amb esgrafiats que formen rams i garlandes amb reganyols. Els altres costats del terrat es tanquen amb balustrades.
Aquesta casa, que coneixem actualment com a Can Vivó, no és res més que la reforma de l'antic Mas Saura. Aquesta masia tenia la façana principal mirant a mar i era de teulada a doble vesant. Amb la reforma del 1924 es va mantenir l'estructura exterior de l'edifici amb la teulada a doble vesant però es feu l'entrada principal pel carrer Doctor Masriera. El primer pis de l'antiga masia es va habilitar com a habitatge per als amos. I la planta baixa de l'antiga masia, amb entrada pel carrer d'en Saura, es va convertir en habitatges de lloguer.
L'antic Mas Saura és una de les primeres cases establertes al Veïnat de Mar de Vilassar. Ens apareix al fogatge del 1515, conjuntament amb els masos Mir i Lledó de Mar. A aquestes tres masies s'hi afegiria, posteriorment, el que coneixem com a can Nadal amb la seva torre de defensa, la Torre de Can Nadal, que ens ha pervingut fins a l'actualitat. Can Mir, can Lledó de Mar i can Nadal van edificar torres de defensa, no així can Saura, potser per això i malgrat que és una de les cases més antigues del poble, no ha estat gaire coneguda la seva història.